# (100861) 1998 HX53
(100861) 1998 HX53 es un asteroide perteneciente al cinturón de asteroides, región del sistema solar que se encuentra entre las órbitas de Marte y Júpiter, más concretamente a la familia de Eos, descubierto el 21 de abril de 1998 por el equipo del Lincoln Near-Earth Asteroid Research desde el Laboratorio Lincoln, Socorro, Nuevo México, Estados Unidos.

## Designación y nombre
Designado provisionalmente como 1998 HX53.

## Características orbitales
1998 HX53 está situado a una distancia media del Sol de 2,987 ua, pudiendo alejarse hasta 3,115 ua y acercarse hasta 2,859 ua. Su excentricidad es 0,042 y la inclinación orbital 11,15 grados. Emplea 1886,41 días en completar una órbita alrededor del Sol.

## Características físicas
La magnitud absoluta de 1998 HX53 es 14,8. Tiene 4,318 km de diámetro y su albedo se estima en 0,165. 